# Iglesia Alemana de San José (Lima)
La Iglesia Alemana de San José es un templo parroquial católico bilingüe (en alemán y español) ubicado en el distrito de Miraflores, en la ciudad de Lima, capital del Perú.

## Historia
En 1951, el sacerdote católico alemán Josef Mauermann, fue enviado desde China a Perú para atender a la Iglesia San Felipe Apóstol, ubicada en el distrito de San Isidro y que atendía la comunidad chino-peruana. Al llegar allí, se encontró con la presencia de inmigrantes alemanes, austriacos y suizos germanoparlantes de fe católica que no contaban con una iglesia en su idioma, por lo que decidió contactarlos y realizar las primeras reuniones para poder agruparlos y así organizarse como comunidad. En sus inicios, al no contar con un templo propio, las misas en alemán eran celebradas una vez por semana en la Capilla de Jesús Hostia del Colegio La Reparación de la capital peruana. Posteriormente, el Padre Mauermann gestionó la adquisición de un terreno en la calle Dos de Mayo de Miraflores, cuya compra fue financiada por el Secretariado para Comunidades Alemanas en el extranjero, con sede en Bonn. Una vez adquirido el terreno, se organizó un Consejo Parroquial para la construcción del templo. Para ello, contó con los aportes privados de fieles laicos de habla alemana, tanto católicos como también luteranos que quisieron aportar a la comunidad. El templo fue inaugurado el 12 de noviembre de 1967.
En 1986, la arquidiócesis de Friburgo realizó un hermanamiento con la Iglesia católica en Perú, siendo la parroquia San José la principal sede en el país sudamericano. El apoyo no es solamente financiero, sino que también espiritual, además de la realización de voluntariados en ambos países como misioneros y también otro tipo de ayudas.